# Lymantria kanara
Lymantria kanara är en fjärilsart som beskrevs av Collenette 1951. Lymantria kanara ingår i släktet Lymantria och familjen tofsspinnare. Inga underarter finns listade i Catalogue of Life.